# Chór Kameralny Akademii Muzycznej w Bydgoszczy
Chór Kameralny Akademii Muzycznej w Bydgoszczy – polski chór mieszany, będący częścią kulturalnej działalności Akademii Muzycznej im. Feliksa Nowowiejskiego w Bydgoszczy.

## Charakterystyka
Chór liczy ok. 50 osób i złożony jest ze studentów i absolwentów Wydziałów: Kompozycji, Teorii Muzyki i Reżyserii Dźwięku, Instrumentalnego, Wokalno-Aktorskiego oraz Dyrygentury, Jazzu, Muzyki Kościelnej i Edukacji Artystycznej Akademii Muzycznej w Bydgoszczy. Działa na zasadzie zajęć fakultatywnych, dobrowolnego uczestnictwa młodzieży.

## Historia
Chór został założony i prowadzony przez chórmistrza prof. dr hab. Janusza Staneckiego (1986–2020). Od 2020 dyrygentem jest dr Magdalena Filipska. Od początku jego istnienia w zespole śpiewało przeszło 200 studentów Akademii Muzycznej. Chór Kameralny przygotował i wykonał wiele dzieł literatury wokalnej, kantat, oratoriów, pieśni, motetów oraz kompozycji a cappella, począwszy od średniowiecza, aż do czasów współczesnych. Występował z licznymi orkiestrami: „Capellą Bydgostiensis” i Orkiestrą Symfoniczną Filharmonii Pomorskiej, czy orkiestrami Filharmonii Bałtyckiej, Białostockiej, Wrocławską Orkiestrą Kameralną, a także zespołami zagranicznymi np. Orkiestrą Kantatową w Heidelbergu. Chór zdobył wiele nagród i wyróżnień na krajowych i zagranicznych konkursach. W 2000 zakwalifikował się jako jedyny polski zespół do jednego z największych w świecie festiwali chóralnych – Llangollen International Musical Eistedfodd w Wielkiej Brytanii, gdzie w dwóch najsilniej obsadzonych kategoriach zdobył wysokie nagrody.

## Wybrane nagrody i wyróżnienia
Do osiągnięć zespołu należą m.in. I nagroda w kategorii chórów mieszanych i III nagroda w kategorii chórów żeńskich uzyskana na Międzynarodowym Festiwalu Chóralnym w Neuchatel (Szwajcaria, 1987), wykonanie „Carmina burana” C. Orffa na Międzynarodowym Festiwalu Chóralnym w Barcelonie (Hiszpania, 1989), dyplom z wynikiem „Tres bien” na Międzynarodowym Festiwalu w Montreux (Szwajcaria, 1991), I nagroda oraz nagroda dla najlepszego chóru zagranicznego na Międzynarodowym Konkursie Chórów Studenckich w Bańskiej Bystrzycy na Słowacji (1993), udział w Międzynarodowym Festiwalu Muzyki Sakralnej „Gaude Mater” w Częstochowie (1997), uczestnictwo w koncertach Międzynarodowego Festiwalu „Musica Antiqua Europae Orientalis” w Bydgoszczy (2000); Honorowa Nagroda „Talent 2000” w kategorii osiągnięcia roku za uzyskanie prestiżowych nagród na 54 Międzynarodowym Konkursie Chóralnym w Llangollen w Wielkiej Brytanii (2000); dwie nagrody na XIX Międzynarodowym Festiwalu Chóralnym w Cantonigros (Hiszpania, 2001). W 2003 r. chór zdobył medale: złoty i dwa srebrne na konkursie chórów w Prereza w Grecji.